# El regreso de Sherlock Holmes
El regreso de Sherlock Holmes es una colección de 13 cuentos escritos por Arthur Conan Doyle en 1903. 
Conan Doyle se vio casi obligado a escribir esta colección de historias ya que sus lectores se quejaban de que el protagonista, Sherlock Holmes, hubiera muerto en las cataratas de Reichenbach (Suiza) cuando luchaba con el profesor Moriarty en la historia titulada "El problema final", de la colección Las memorias de Sherlock Holmes.

## Historias y orden de publicación

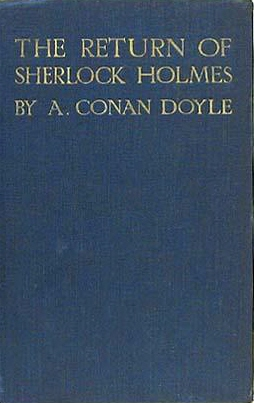
Primera edición.

| Título                                           | Fecha de publicación |
| ------------------------------------------------ | -------------------- |
| «La casa deshabitada» o «La casa vacía»          | septiembre de 1903   |
| «El constructor de Norwood»                      | octubre de 1903      |
| «Los bailarines»                                 | diciembre de 1903    |
| «El ciclista solitario»                          | diciembre de 1903    |
| «El colegio Priory»                              | enero de 1904        |
| «La aventura del negro Peter» o «Peter el negro» | febrero de 1904      |
| «Charles Augustus Milverton»                     | marzo de 1904        |
| «Los seis napoleones» o «El busto de Napoleón»   | abril de 1904        |
| «Los tres estudiantes»                           | junio de 1904        |
| «Las gafas de oro» o «Los quevedos de oro»       | julio de 1904        |
| «El tres cuartos desaparecido»                   | agosto de 1904       |
| «La granja Abbey»                                | septiembre de 1904   |
| «La segunda mancha»                              | diciembre de 1904    |

## Galería

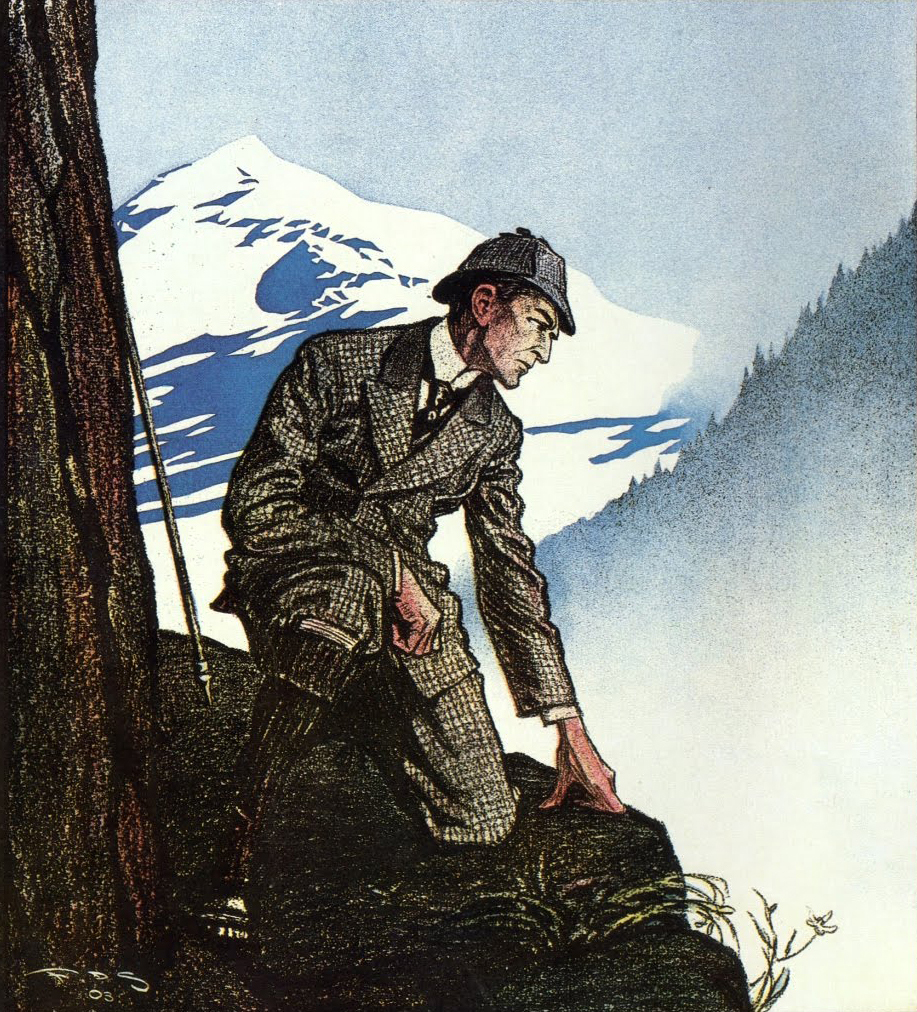
Según refiere Holmes, vio a Moriarty cayendo al agua por el precipicio tras la lucha. "La aventura de la casa deshabitada".
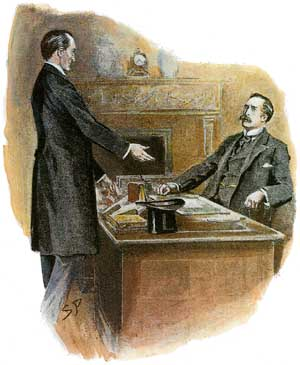
Holmes, que había sido dado por muerto, se presenta ante Watson. "La aventura de la casa deshabitada".
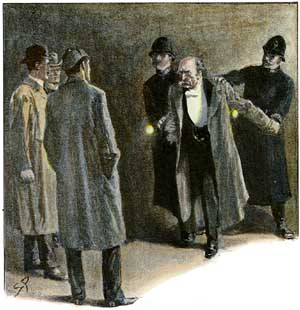
El Coronel Moran es detenido. "La aventura de la casa deshabitada"
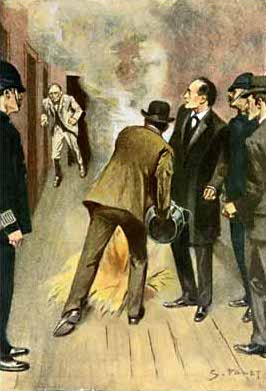
El constructor es sacado de su escondite. "La aventura del constructor de Norwood".
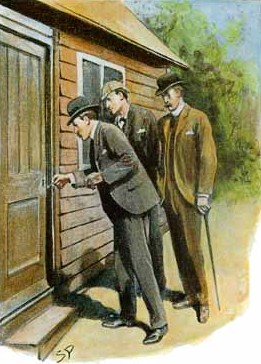
Holmes se dispone a investigar la caseta del jardín. "La aventura del negro Peter".

- Datos: Q725752
- Multimedia: The Return of Sherlock Holmes / Q725752